# Montoliu de Lleida
Montoliu, tiếng Catala Montoliu de Lleida,
Montoliu de Lleida là một đô thị trong tỉnh Lleida, cộng đồng tự trị Cataluña Tây Ban Nha. Đô thị Montoliu de Lleida có diện tích là 7,24 ki-lô-mét vuông, dân số năm 2009 là 495 người với mật độ 68,37 người/km². Đô thị Montoliu de Lleida có cự ly km so với tỉnh lỵ Lleida.